# Portada/article agost 30

## La Nativitat (Robert Campin)
La Nativitat és una de les obres més destacades de Robert Campin, conegut com el Mestre de Flémalle, que es troba al Museu de Belles Arts de Dijon des de 1928. Guarda algunes diferències amb altres obres d'aquesta temàtica: l'escena és captada de dia i hi apareixen les llevadores, Zelemi i Salomé, uns personatges que estaven descrits als Evangelis apòcrifs. A més de la Nativitat, l'obra representa l'adoració dels pastors que apareixen per la finestra, amb menys protagonisme del que és habitual; una altra cosa no habitual és la disposició del bou, d'esquena al Nen Jesús, en comptes d'escalfar-lo amb el seu alè. Josep no és aquí un personatge secundari, sinó que té un paper actiu, subjectant una espelma, un dels molts simbolismes que conté la imatge. L'obra va ser probablement un encàrrec del duc de Borgonya per a la cartoixa de Champmol.